# 対比効果
対比効果（たいひこうか、英: Contrast effect）とは、同じ次元でより価値の低いまたはより高い刺激に連続して（直前に）または同時にさらされた結果、知覚、認識、または関連するパフォーマンスが正常に比べて向上または低下すること（ここで、正常な知覚、認識、またはパフォーマンスとは、比較刺激がない場合に得られるもの、つまり、すべての過去の経験に基づくものを指す）。
知覚の例：グレーの対象は、より暗いグレーまたはより明るいグレーを直前または同時に見せられた場合、単独で見るよりも明るくまたは暗く見える。
認知の例：ある人物は、より魅力の低いまたはより魅力的な人物を直前または同時に見せられた場合、単独で見えるよりも魅力的または魅力的でなくなる。
パフォーマンスの例: 実験用ラットは、刺激と報酬の直前に、より少ない報酬またはより多い報酬に関連する異なる刺激が続くか、または交互に続く場合、一定量の報酬を予測する刺激を受けている間、より速く、またはより遅く作業する。

## 種類

同時対比

### 同時対比
科学文献における同時対比に関する最古の言及は、11世紀の物理学者イブン・ハイサムによるもので、彼は白い背景の絵の具の斑点がほぼ黒く見え、逆に黒の上で実際の色よりも薄く見えると述べている。
彼はまた、葉の緑の塗料は、周囲に濃い青があるときにはより鮮明で若々しく見え、周囲に黄色があるときにはより暗く古びて見えうると述べている。
ヨハン・ヴォルフガング・フォン・ゲーテは1810年に、黒の背景に描かれた灰色の画像は、白の背景に描かれた同じ画像よりもはるかに明るく見えると書いている 。また、ヨハネス・ペーター・ミュラーは1838年に同じことを指摘し、また、明るい色のフィールド上の灰色の帯は、対照的な色でほんのわずかに色づいて見えるとも述べている。
周囲のフィールドが色覚に与える影響というテーマは、それ以来継続して研究されてきた。周囲のフィールドの大きさ、色と周囲の分離、色度の類似性、輝度差、周囲の構造が影響を与えることがわかっている

。
同時対比が視覚皮質のニューロンの結合によって引き起こされる生理学的プロセスであるかどうか、またはそれが心理的効果であるかどうかについては議論がある。どちらも何らかの効果があると考えられる。効果の原因として考えられるのは側抑制、つまり隣接する細胞と抑制的に結合する視覚野のV4領域のニューロンである。この効果の最も可能性の高い進化論的根拠は、視野のエッジを強調し、形状や物体の認識を容易にすることである。

### 継時対比
継時対比は、現在見ている刺激の知覚が、以前に見た刺激によって変調されるときに発生する。 以下の例では、スクロールバーを使用して、赤と緑のディスクを2つのオレンジ色のディスクにすばやく入れ替えることができまる。上部の2つの色付きディスクの1つの中央の点を見つめ、次にそれに対応する下部のディスクの中央の点を見つめると、下部の2つのディスクは一時的に異なる色に見えるが、実際には同じ色である。

### メタコントラストとパラコントラスト
メタコントラストとパラコントラストには、時間と空間の両方が関係する。円の半分が10ミリ秒 (ms) 点灯すると、その強度は最大になる。もう半分が同時に (ただし20～50ms遅れて) 表示されると、相互抑制が生じる。つまり、左側は右側によって暗くなり (メタコントラスト)、中央は完全に見えなくなる。同時に、最初の刺激によって右側がわずかに暗くなる (パラコントラスト)。